# Корсел ле Сито
Корсел ле Сито (фр. Corcelles-lès-Cîteaux) насеље је и општина у источном делу централне Француске у региону Бургоња, у департману Златна обала која припада префектури Дижон.
По подацима из 2011. године у општини је живело 846 становника, а густина насељености је износила 125,33 становника/km². Општина се простире на површини од 6,75 km². Налази се на средњој надморској висини од 239 метара (максималној 227 m, а минималној 199 m).

## Демографија
| 1962. | 1968. | 1975. | 1982. | 1990. | 1999. | 2011. |
| ----- | ----- | ----- | ----- | ----- | ----- | ----- |
| 172   | 178   | 262   | 456   | 525   | 720   | 846   |

График промене броја становника у току последњих година